# Claude Théodore Decaen

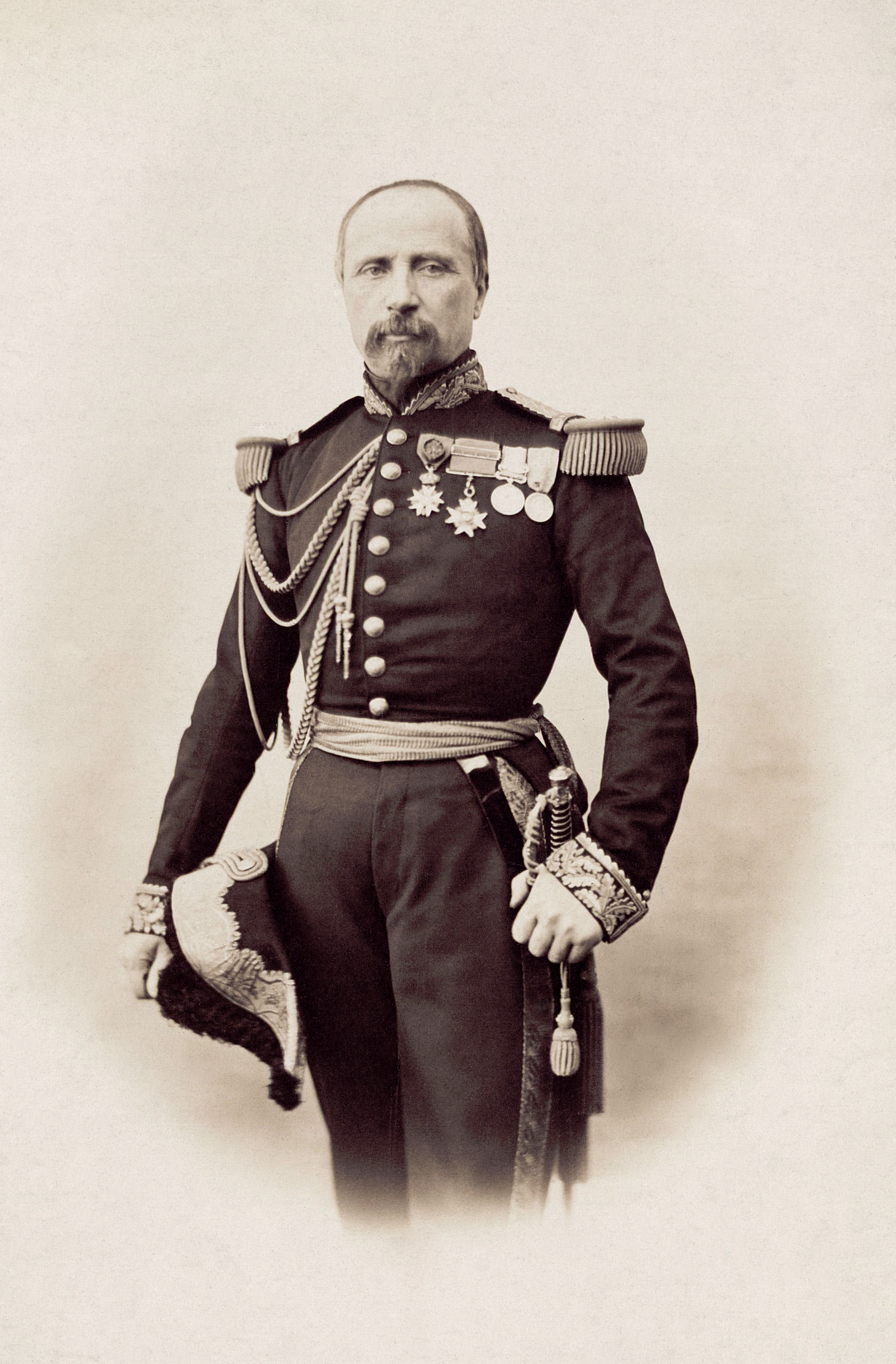
General Claude Théodore Decaen en un retrato fotográfico por Gustave Le Gray.

El General Claude Théodore Decaen (30 de septiembre de 1811 en Utrecht - 17 de agosto de 1870 en Metz) fue un comandante militar francés. Estuvo en la escuela militar en 1827, se convirtió en Teniente 2.º en 1829 y sirvió en la campaña francesa en África durante 1830 y 1831. En 1838 se convirtió en teniente y en 1849 en capitán. Sirvió como adjunto en el 7.º batallón de Cazadores en 1840.
Decaen fue nombrado Caballero de la Legión de Honor el 22 de abril de 1847. Fue elegido comandante del 62.º regimiento de línea el 6 de mayo de 1850 y se le dio el mando del primer batallón de Cazadores el 24 de diciembre de 1851. Estuvo en Argelia entre 1852 y 1854.
En 1853 se convirtió en teniente coronel del 11.º regimiento ligero y del 86.º regimiento de línea. Fue enviado a Sevastopol y se convirtió en Coronel del 7.º regimiento de línea. Fue seleccionado con el rango de general brigadier el 22 de septiembre de 1855. Se le dio el mando de la 2.ª Brigada de la 1.ª División de Infantería del 1.º Cuerpo de Ejército del Este y el 7 de febrero de 1858 asumió el mando de una brigada de infantería de la Guardia Imperial.
De retorno a Francia, partió hacia Italia a la cabeza de la 2.ª Brigada de la 2.ª División de la Guardia Imperial. El día después de la batalla de Magenta (1859) fue elevado al rango de general de división y tomó el mando de la 2.ª División del 2.º Cuerpo, remplazando al General Espinasse quien había muerto en combate.
Durante la Guerra de 1870, Decaen fue mortalmente herido durante la batalla de Borny-Colombey y murió tres días después.

## Legado
- La calle Claude-Decaen en el XII Distrito de París le rinde tributo desde 1877.